# Binedarasi
Binedarasi est un village d'Azerbaïdjan situé dans le raion de Khojavend. De 1992 à 2020, c'était une communauté rurale de la région d'Hadrout, au Haut-Karabagh, sous le nom de Banadzor (en arménien : Բանաձոր).

## Géographie
Le village est situé à 10 km au sud d'Hadrout.

## Histoire
Pendant la période soviétique, Banadzor faisait partie du district d'Hadrout au sein de l'oblast autonome du Haut-Karabagh.
Le 2 octobre 1992, au cours de la première guerre du Haut-Karabakh, le village passe sous le contrôle des forces arméniennes, et devient une communauté rurale de la région d'Hadrout, au Haut-Karabagh. Le village est rebaptisé Binadaresi par une résolution de l'Assemblée nationale d'Azerbaïdjan du 29 décembre 1992.
Le 9 novembre 2020, pendant la deuxième guerre du Haut-Karabakh, le président azerbaïdjanais Ilham Aliyev annonce que le village est sous contrôle de l'Azerbaïdjan.

## Démographie
La population s'élevait à 143 habitants en 2005 et à 175 habitants en 2015.